# Daemon
Daemon (ili servis) je program čija je svrha raditi nešto u pozadini, bio korisnik prijavljen na računar ili ne. Glavna svrha servisa nije interakcija s korisnikom (koja se obično vrši putem grafičkog okruženja), nego obavljanje nekog zadatka: posluživanje datoteka, HTML datoteka preko http/https protokola - web server itd.
Suprotnost daemon-u je pojam aplikacija. U Linuks operativnom sistemu, postoji mnogo daemona koji se automatski pokreću prilikom pokretanja sistema, a koji su neophodni za rad samog operativnog sistema.

## Spoljašnje veze
- Unix Daemon Server Programming Архивирано на веб-сајту  (30. октобар 2019)
- Linux Daemon Writing HOWTO Архивирано на веб-сајту  (27. октобар 2019)